# Andrei Muntean
Andrei Vasile Muntean (né le 30 janvier 1993 à Sibiu) est un gymnaste roumain.
Il remporte le titre des anneaux aux Jeux olympiques de la jeunesse à Singapour.